# روكا سينيبالدا
روكا سينيبالدا هي بلدية في مقاطعة رييتي في منطقة لاتسيو الإيطالية ، وتقع على بعد حوالي 50 كيلومترًا (31 ميلًا) شمال شرق روما وحوالي 15 كيلومترًا (9 ميل) جنوب شرق رييتي .
وتعتبر روكا سينيبالدا موطنا لقلعة سفورزا سيزاريني ، التي بُنيت في الأصل عام 1084 لكنها تحولت بعد ذلك إلى حصن أكثر حداثة في ثلاثينيات القرن الخامس عشر على يد بالداسار بيروزي ، وقد كلفه بذلك الكاردينال أليساندرو سيزاريني . ويوجد بداخل القلعة لوحات جدارية من القرنين السابع عشر والثامن عشر.
وقد كان هنالك بقايا لبلدة سابين القديمة في العهد القريب وهي تريبولا موتوسكا.